# 남후초등학교
남후초등학교는 대한민국 경상북도 안동시 남후면 무릉리에 있는 공립 초등학교다.

## 학교 연혁
- 1935년 10월 19일 남후공립보통학교 개교
- 1938년 4월 1일 남후공립심상소학교로 개칭[1]
- 1941년 4월 1일 남후공립국민학교로 개칭[2]
- 1981년 3월 7일 병설유치원 개원
- 1994년 2월 28일 고곡분교장 폐교
- 1996년 3월 1일 남후초등학교로 교명 개칭[3]
- 1997년 2월 28일 단호분교장 폐교
- 1999년 2월 28일 아곡분교장 폐교
- 2009년 6월 10일 남후 야생화 동산 준공
- 2023년 2월 10일 제86회 졸업(졸업생 5명, 총 5,272명)
- 2023년 3월 2일 신입생 10명 입학(7학급-특수학급 포함)
- 2023년 9월 1일 제37대 권태욱 교장 부임

## 학교 상징
- 교화 - 장미 : 오래간다(끈기), 아름답고 향기롭다(정열), 자태가 맑고 밝다(명랑)
- 교목 - 향나무 : 늘푸르다(의지), 잎이 부드럽다(관용, 심미), 향기가 짙다(봉사)

## 참고 자료
- 남후초등학교 - 한국교육학술정보원 학교알리미